# 扎伊达·本-优素福
扎伊达·本-优素福（Zaida Ben-Yusuf，1869年11月21日—1933年9月27日）是一位美国人物摄影师，拍摄了19、20世纪不少美国名人肖像。
1901年，《女士家庭杂志》将她和其他六位摄影师评为“美国最重要的女性摄影师”（The Foremost Women Photographers in America）。2008年，美國國家肖像畫廊举办了她的作品展。

## 生平

### 早年
埃丝特·泽格达·本·尤瑟夫·内森（Esther Zeghdda Ben Youseph Nathan）于1869年11月21日出生于英国伦敦，母亲安娜·金德·本·尤瑟夫·内森（Anna Kind Ben-Yoseph Nathan）是德国人，父亲穆斯塔法·穆萨·本·尤瑟夫·内森（Mustapha Moussa Ben Youseph Nathan）是阿尔及利亚人，她是家中长女。
1881年其母与其父分居。1888年末，其母移居波士顿，于1891年在波士顿华盛顿街开设了一家女帽店。
1895年，本-优素福追随母亲移居美国，成为女帽设计师。即使在成为摄影师后，她还偶尔为《时尚芭莎》和《女士家庭杂志》撰写女帽主题的文章。

### 摄影

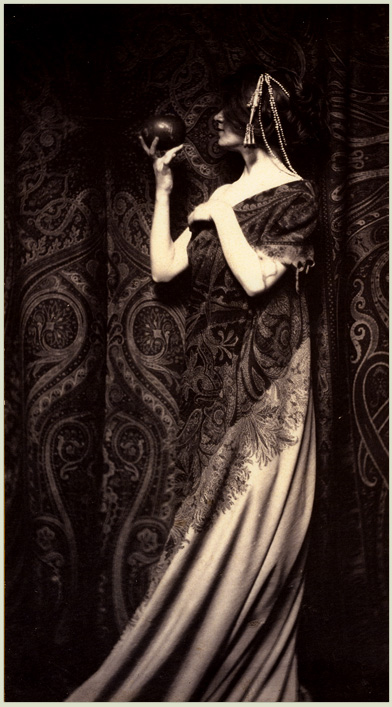
石榴的气味（The Odor of Pomegranates，1899）

1896年，本-优素福开始以摄影师的身份为人所知。当年4月，《柯夢波丹》转载了她的两张照片。
1897年春，本-优素福在纽约第五大道124号（后搬到578号）开设了她的肖像摄影工作室，逐渐成名。她在美国国家设计学院主办的第67届美国学院年展（American Institute Fair）上凭借为女演员维吉尼亚·厄尔拍摄的肖像获得了肖像和团体类第三名。1898年11月，本-优素福和弗朗西斯·本杰明·约翰斯顿在纽约摄影俱乐部（Camera Club of New York）合办了作品展。

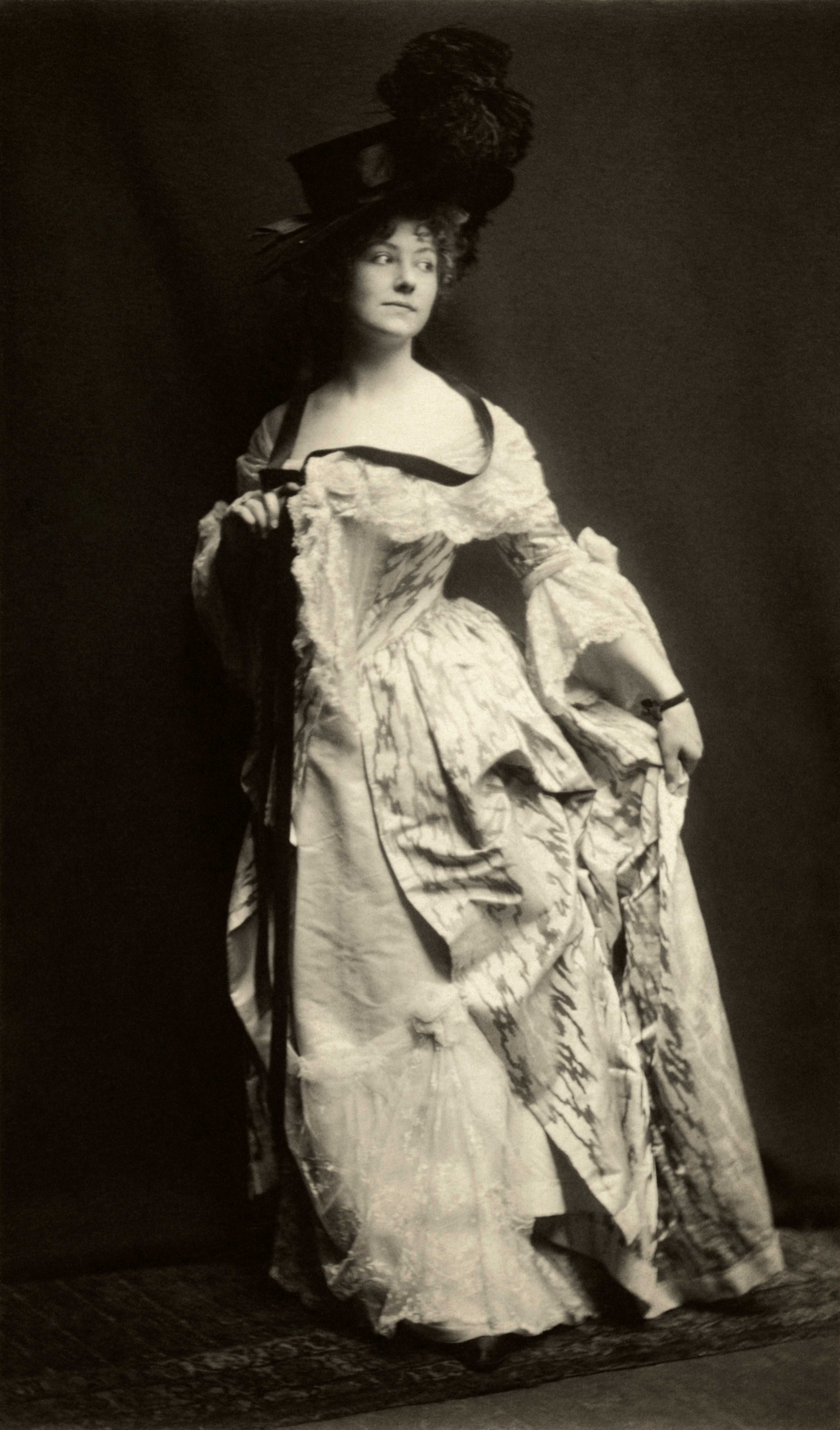
艾尔西·莱斯利

1906年，她在马萨诸塞州伍斯特艺术博物馆的第三届年度摄影展上展出了一张肖像照，这是她已知最后一次作品展出。

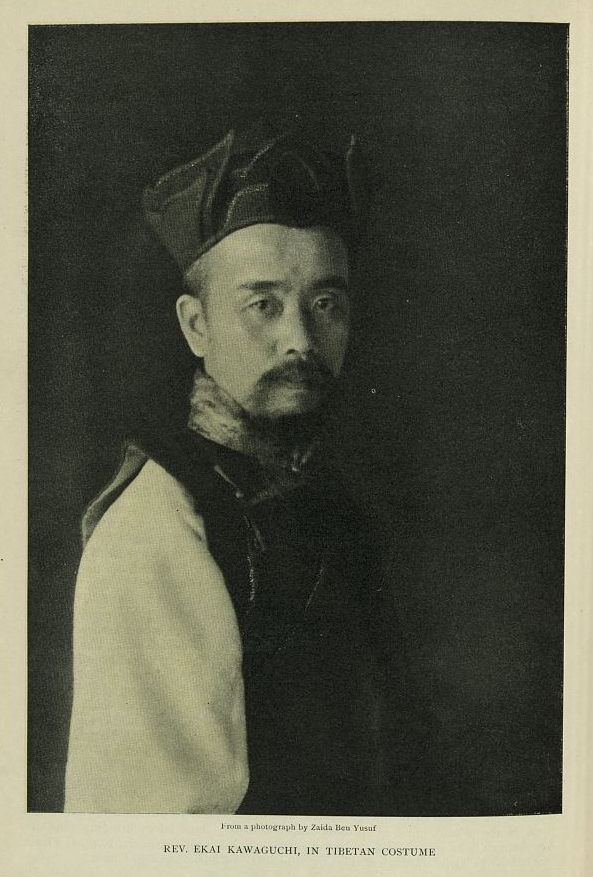
河口慧海，1904年摄

1903年，本-优素福前往日本，游览了横滨、神户、长崎、京都（曾在那里租房子住）、东京和日光。拍摄的照片在1904年4月23日《周六晚邮报》发表。她还撰写了日本建筑类文章并就此进行演讲。
此后，她还在1906年发表过卡普里的照片。1908年11月，她回到纽约，次年前往伦敦。1911年的伦敦电话簿将她标注为切尔西摄影师。1912年，据倉場富三郎，她基本已经停止摄影，定居玻里尼西亞。

### 晚年
第一次世界大战爆发后，本-优素福从当时居住的巴黎返回纽约。1919年，她申请加入美国国籍，将自己的年龄改小了10岁。之后，她还曾于1920年、1921年先后前往古巴和牙买加。
1926年，她成为纽约零售女帽协会（Retail Millinery Association of New York）的造型总监，后来又成为其董事。1933年9月27日，她在布鲁克林卫理公会医院去世。 

## 纪念
可能是由于性别歧视且没有给大机构捐赠过自己的作品，她在去世后相当长的一段时间里被世人遗忘。2008年4月11日至9月1日，史密森尼学会的国家肖像画廊举办了她的作品展，让人们重新记忆起这位摄影师。